# Pyskaty
Pyskaty, właściwie Przemysław Chojnacki (ur. 1979 w Warszawie), znany również jako Zeke – polski raper.
Były członek zespołów Edytoriał i Skazani na Sukcezz. Należał także do kolektywów Szyja Skład i 10 Osób. Współtworzył również krótkotrwały duet wraz z Sonym. Od 2003 roku prowadzi solową działalność artystyczną. Współpracował ponadto z takimi wykonawcami jak: IGS, Bez Cenzury, WhiteHouse, 1z2, Rudy MRW, Chada, Młody M, Te-Tris, WdoWA, Numer Raz, Siwers, HiFi Banda, VNM, Parias, W.E.N.A., Fu oraz DJ Soina.

## Życiorys

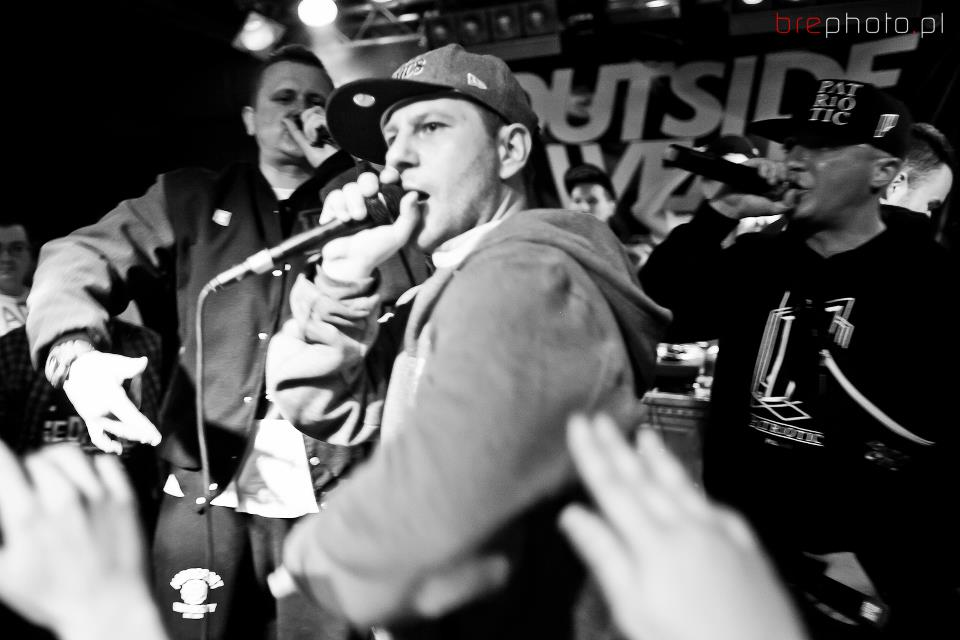
Od lewej: Borixon, Pyskaty i Kajman, 2012

Przemysław Chojnacki rozpoczął działalność artystyczną w drugiej połowie lat 90. Od 1995 roku pod pseudonimem Zeke tworzył zespół Edytoriał należący do prekursorów warszawskiej sceny muzyki hip-hopowej. Wraz z grupą nagrała szereg utworów w tym m.in. „Teksty wersy i słowa”, który ukazał się na pierwszej kompilacji hip-hopowej wydanej w Polsce pt. Smak B.E.A.T. Records (1997). Także w 1997 roku Edytorał wystąpił w ramach Rap Day w Warszawie, poprzedzając amerykańską formację Run-D.M.C. W 1998 roku zespół nawiązał współpracę z kompozytorem Marcinem Pospieszalskim. Efektem były utwory „Tęcza” i „Głowa” z udziałem Miki Urbaniak i Tadeusza Nalepy, które zostały wykorzystane w filmie „Spona” w reżyserii Waldemara Szarka. W 1999 roku w wyniku nieporozumień na tle artystycznym Chojnacki opuścił Edytoriał, który został ostatecznie rozwiązany.
W 1999 roku wraz z Marcinem „Cygą” Całką założył zespół pod nazwą Skazani na Sukcezz. Skład uzupełnił Pih, którego twórcy poznali w trakcie prac w Specyfik Sound Studio nad jego drugim albumem solowym Krew, pot i łzy (2004). W efekcie współpracy powstały kompozycje „Hawajskie koszule” i „SOS” oraz pomysł na stworzenie wspólnego projektu. W wyniku śmierci Całki projekt została zarzucony. W międzyczasie Chojnacki już jako Pyskaty nawiązał współpracę z Sonym wraz z którym nagrał nielegal pt. Chomicz, wydany w 2003 roku. W 2005 roku formacja Skazani na Sukcezz wznowiła działalność. 29 czerwca 2006 roku nakładem Camey Studio ukazał się jedyny album grupy pt. Na linii ognia. Do 2009 roku zespół gościł ponadto na płytach takich wykonawców jak: DJ Decks, Fabuła, IGS, LWWL, Onar, Rudy MRW i Waves. Wkrótce potem formacja została rozwiązana.
9 października 2009 roku nakładem Aptaun Records ukazał się solowy debiut rapera pt. Pysk w pysk. Gościnnie w nagraniach wzięli udział m.in. W.E.N.A., Ten Typ Mes i Proceente. Z kolei produkcji nagrań podjęli się Henson, Kixnare, Siwers, Złote Twarze, The Returners, Kamilson, $wir, Kuba O., 101 Decybeli oraz Kshysiakas. Materiał był promowany teledyskami do utworów „Co ze mną?”, „Bez granic” i „Jestem”. 19 marca 2010 roku raper wziął udział w koncercie charytatywnym 4 The People na rzecz niesłyszących dzieci. Występ odbył się w poznańskim klubie Blue Note. 23 kwietnia tego samego roku ukazała się reedycja debiutu rapera. 29 czerwca 2012 roku ukazał się drugi album solowy Pyskatego pt. Pasja. Wśród gości na płycie znaleźli się m.in. Onar, Te-Tris i Włodi. Natomiast producentami nagrań byli O.S.T.R., Oer, BobAir, SherlOck, Qciek, Zbylu, Kuoter, Stona, The Returners oraz Kudel. Pierwszy teledysk promujący materiał został zrealizowany do utworu „S.A.L.I.G.I.A.”. Wydawnictwo przysporzyło raperowi pierwszy sukces komercyjny. Nagrania zadebiutowały na 5. miejscu listy przebojów OLiS. Na kanwie wzrastającej popularności w zestawieniu znalazł się także debiut rapera Pysk w pysk, który uplasował się na 39. miejscu.

## Dyskografia
Albumy
| Chomicz (oraz Sony)         | - Data: 2003 - Wydawca: brak (nielegal)                | –  |
| Pysk w pysk                 | - Data: 9 października 2009 - Wydawca: Aptaun Records  | 39 |
| Pasja                       | - Data: 29 czerwca 2012 - Wydawca: Aptaun Records      | 5  |
| PitStop (EP)                | - Data: 19 października 2014 - Wydawca: Aptaun Records | –  |
| „–” album nie był notowany. |                                                        |    |

Single
| Tytuł                                               | Rok  | Album                  |
| --------------------------------------------------- | ---- | ---------------------- |
| Aptaun (DVD; oraz Tomiko)                           | 2010 | –                      |
| „Bez granic”                                        | 2010 | Pysk w pysk (reedycja) |
| Pyskaty, Ero, Sokół, Diox i inni – A pamiętasz jak? | 2011 | –                      |

Inne
| Album                                        | Rok  | Uwagi                                                                              | Źródło |
| -------------------------------------------- | ---- | ---------------------------------------------------------------------------------- | ------ |
| Edytoriał – Edytoriał                        | 1997 | członek zespołu                                                                    | [ 15 ] |
| Pih – Krew, pot i łzy                        | 2004 | gościnnie rap w utworach „Hawajskie koszule II” i „S.O.S. (serce okaż suce)”       | [ 16 ] |
| W Czerni I W Bieli – W czerni i w bieli (EP) | 2005 | członek zespołu                                                                    | [ 17 ] |
| IGS – Garaże                                 | 2006 | gościnnie rap w utworze „Chodź ze mną”                                             | [ 18 ] |
| Bez Cenzury – Klasyk                         | 2006 | gościnnie rap w utworze „Reprezentuję siebie”                                      | [ 19 ] |
| WhiteHouse – Kodex 3: Wyrok                  | 2007 | gościnnie rap w utworze „Kciuk w dół”                                              | [ 20 ] |
| Fenix $ L-PRO – Pamiętaj                     | 2008 | gościnnie rap w utworze „Pierwsi”                                                  | [ 21 ] |
| 1z2 – Progres                                | 2008 | gościnnie rap w utworze „S.T.R. (skanduj ten rap)”                                 | [ 22 ] |
| Rudy MRW/Bojar – Uniwersytet życia           | 2008 | gościnnie rap w utworze „Cudowne lata”                                             | [ 23 ] |
| Temate/Henson – Miejski styl bycia           | 2009 | gościnnie rap w utworze „To nie koniec”                                            | [ 24 ] |
| Tomiko – Świadomość                          | 2009 | gościnnie rap w utworze „Zejdź mi z drogi” (gościnnie: Pyskaty)                    | [ 25 ] |
| Chada – Proceder                             | 2009 | gościnnie rap w utworze „Za późno na za wcześnie”                                  | [ 26 ] |
| Młody M – Kronika Remix                      | 2009 | gościnnie rap w utworze „Chcemy wygrać” (gościnnie: Pyskaty, Ero)                  | [ 27 ] |
| Te-Tris & DJ Tort – Shovany Mixtape Vol. 2   | 2010 | gościnnie rap w utworze „Syf (Threat)”                                             | [ 28 ] |
| WdoWA – Superextra                           | 2010 | gościnnie rap w utworze „iiiii” (gościnnie: Ciech, Pyskaty)                        | [ 29 ] |
| Słoń & Mikser – Demonologia                  | 2010 | gościnnie rap w utworze „Spłonka”                                                  | [ 30 ] |
| Numer Raz i DJ Abdool – Lursztyn             | 2010 | gościnnie rap w utworze „Ekskluzywna szesnastka”                                   | [ 31 ] |
| DJ Tuniziano – Polski Blender Vol.2          | 2010 | gościnnie rap w utworze „WdoWa – Iiiii”                                            | [ 32 ] |
| Siwers/Tomiko – Ogień                        | 2010 | gościnnie rap w utworze „Nie chcę” (gościnnie: Pyskaty)                            | [ 33 ] |
| HiFi Banda – Puszer DVD                      | 2010 | gościnnie rap w utworze „Puszer”                                                   | [ 34 ] |
| Prys – Miłośnik kłótni w kłótni o miłość     | 2010 | gościnnie rap w utworze „Mogłem więcej” (gościnnie: Pyskaty, Jot)                  | [ 35 ] |
| VNM – De Nekst Best                          | 2011 | gościnnie rap w utworze „Cypher”                                                   | [ 36 ] |
| Aloha 40%                                    | 2011 | rap w utworze „Każda doba”                                                         | [ 37 ] |
| Parias – Parias                              | 2011 | gościnnie rap w utworze „Kariery”                                                  | [ 38 ] |
| W.E.N.A. – Dalekie zbliżenia                 | 2011 | gościnnie rap w utworze „Patrz im na ręce” (gościnnie: VNM, Pyskaty)               | [ 39 ] |
| Fu – De Facto                                | 2011 | gościnnie rap w utworze „A co gdyby było inaczej?”                                 | [ 40 ] |
| DJ Soina – Kręci mnie vinyl                  | 2011 | gościnnie rap w utworze „Rapokalipsa”                                              | [ 41 ] |
| Czarny HIFI – Niedopowiedzenia               | 2012 | gościnnie rap w utworze „Instynkty”                                                | [ 42 ] |
| Zbylu – Instrumentalnie                      | 2012 | rap w utworach „Bez granic” i „Co ze mną?”                                         | [ 43 ] |
| Prosto Mixtape Kebs                          | 2012 | rap w utworze „Murek”                                                              | [ 44 ] |
| Ten Typ Mes – Ten Typ Mes i Lepsze Żbiki     | 2013 | gościnnie rap w utworze „Ostrość”                                                  | [ 45 ] |
| NNFOF – No Name Fuck The Fame                | 2015 | gościnnie rap w utworze „Mr Perfect”                                               | [ 46 ] |
| Kafar Dixon37 – Panaceum 3: Czarno na białym | 2020 | gościnnie rap w utworze „Tak wczoraj jak dzisiaj” (gościnnie: Pyskaty, Rest Dix37) | [ 47 ] |

## Teledyski
| Tytuł | Rok  | Reżyseria/Realizacja                          | Album                        | Źródło |
| --- | ---- | --------------------------------------------- | ---------------------------- | ------ |
| „Co ze mną?” | 2009 | Toczy Videos                                  | Pysk w pysk                  | [ 48 ] |
| „Bez granic” | 2010 | Toczy Videos                                  | Pysk w pysk                  | [ 48 ] |
| „Jestem” | 2010 | Artur Hilgeroraz, Tomasz Gochnio              | Pysk w pysk                  | [ 49 ] |
| „S.A.L.I.G.I.A.” | 2012 | Toczy Videos                                  | Pasja                        | [ 50 ] |
| „Od zera” | 2012 | Toczy Videos                                  | Pasja                        | [ 51 ] |
| Gościnnie |      |                                               |                              |        |
| Miuosh – „Bit, Pot, Alkohol” (gościnnie: Pyskaty, W.E.N.A.) | 2013 | Paweł Bukowski, Łukasz Nowak                  | Prosto przed siebie          | [ 52 ] |
| PeeRZeT – „Zasada cierpliwości” (gościnnie: Pyskaty, VNM) | 2013 | EvilEye Movie Studio                          | Z miłości do gry             | [ 53 ] |
| Zbylu – „Chleję” (gościnnie: Tomiko, Satyr, Ten Typ Mes, Parzel, Proceente, Pyskaty, Dj Ace)                                                                                         | 2013 | SensFilmProdukcje                             | –                            | [ 54 ] |
| Luxon – „Hood Rich” (gościnnie: Termanology, Pyskaty) | 2013 | Konrad Szymczak                               | –                            | [ 55 ] |
| Hukos, Cira – „Głodni z natury” (gościnnie: Bonson, Praktis, Sheller, Bezczel, Pyskaty)                                                                                              | 2013 | Exformers                                     | Głodni z natury              | [ 56 ] |
| Kafar Dixon37 – „Tak wczoraj jak dzisiaj” (gościnnie: Pyskaty, Rest Dix37) | 2020 | –                                             | Panaceum 3: Czarno na białym | [ 47 ] |
| Inne |      |                                               |                              |        |
| Numer Raz, Pyskaty, Onar, Sokół, Stasiak, Pezet i inni – „A pamiętasz jak?” | 2011 | LetEmKnow                                     | A pamiętasz jak? (singel)    | [ 57 ] |
| Vienio, Koras, Pyskaty – „Murek” | 2012 | Piotr „Vienio” Więcławski, Sebastian Jaworski | Prosto Mixtape Kebs          | [ 58 ] |
| W.E.N.A., Proceente, Łysonżi, Pyskaty, Ero, Kay – „Każda doba” | 2013 | SamozłoTV                                     | Aloha 40%                    | [ 59 ] |
| Pyskaty, Numer Raz, Proceente, Pelson, Rahim, Łysol, Mielzky, Dwa Sławy, Zeus, Chada, Klasik, Quebonafide, JodSen, Joteste, Bezczel, Siwers, Ten Typ Mes – „Najsilniejsi przetrwają” | 2014 | Piotr Sawicki, Hanusz Bystry                  | –                            | [ 60 ] |